# Caspar Johannes Boye
Caspar Johannes Boye (født 27. december 1791 i Kongsberg i Norge, død 6. juli 1853) var en dansk præst og digter, søn af rektor Engelbreth Boye, far til arkæologen Vilhelm Boye.
1816 tog han teologisk embedseksamen og blev samme år ansat som andenlærer ved Jonstrup Seminarium. Her er de fleste af hans digteriske arbejder, salmerne undtagne, blevne til. Han har skrevet en række skuespil, de fleste med emner fra Danmarks historie: Brødrene i Leire (1820), Conradin, den sidste Hohenstaufer (1821), Juta, Dronning af Danmark (1824), Svend Grathe (1825), Kong Sigurd (1826), William Shakespeare (1826), Erik den Syvende, Konge af Danmark (1827) og flere. Disse 
historiske dramaer, der alle blev opførte på det kongelige Teater, har ikke stort andet historiskt ved sig end titlerne; den psykologiske redegørelse for karaktererne er temmelig overfladisk.
Folmer Nielsen skriver i Salmonsens: "Boyes Styrke ligger i hans lyriske Diktion, skønt ogsaa den har en væsentlig Mangel. Den er et Skud på den Oehlenschlägerske Stamme, men til dels et Vildskud. Den store Digters frodige Billedsprog har her nået en Yppighed, som gør Indtryk af at være kunstig fremdrevet og ikke er i Stand til at dække over Personernes Mangel paa Individualitet, men snarere bidrager til at udviske den. Blandt Boyes lyriske Digte er intet betydeligt; mest bekendte er 'Kirkeklokken i Farum' og 'Sang for Danske' ('Der er et Land, dets Sted er højt mod Norden')."
1826 blev Boye sognepræst i Søllerød på Sjælland, 1835 i Helsingør og 1847 ved Garnisons Kirke i København. 
Efter hans udnævnelse til sognepræst bliver hans produktion væsentlig religiøs. Han var en meget frugtbar salmedigter; hans salmer, hvoraf omtrent 30 er optagne i Roskilde Konvents Salmebog, blev udgivne i Salmer (I-III, 1847-54). Af sine prædikener har han givet et udvalg i 2 samlinger (1838-39 og 1853). Både hans salmer og prædikener viser, ligesom hans verdslige digtning, tilbøjelighed for svulmende ordfylde og billedpragt; naturstemninger spiller en stor rolle i dem.